# Fatima Sharafeddine

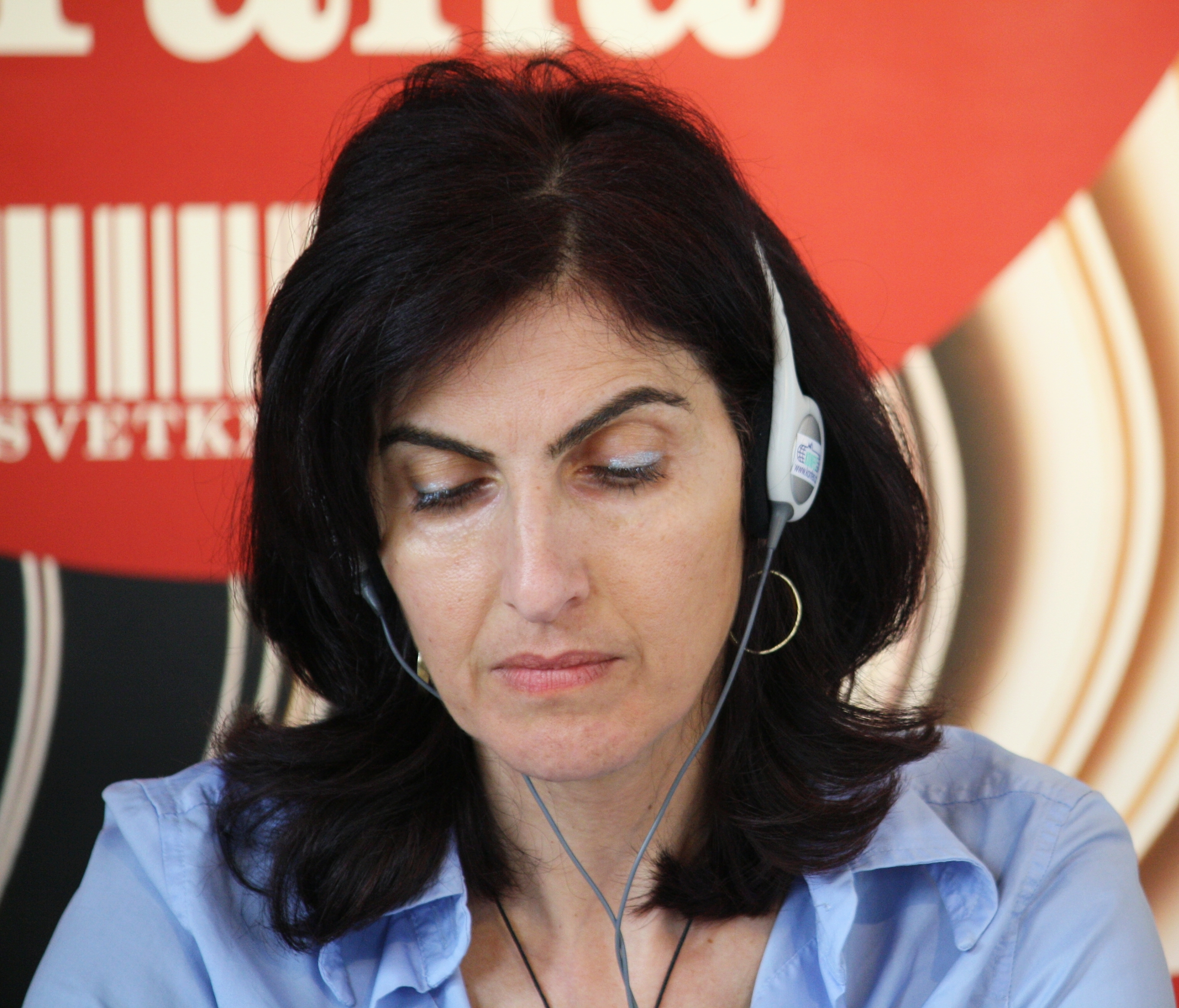
Fatima Sharafeddine beim 17. International Book Fair and Literary Festival Book World Prag 2011

Fatima Sharafeddine (arabisch فاطمة شرف الدين, DMG Fāṭima Šaraf ad-Dīn; * 1966 in Beirut) ist eine libanesische Schriftstellerin und Kinderbuchautorin.

## Leben und Wirken
Sharafeddine wurde während des libanesischen Bürgerkriegs erwachsen. Nach ihrer Heirat zog sie Ende der 1980er Jahre in die USA und lebte in Ohio und Texas. Derzeit (Frühjahr 2020) lebt sie mit ihrer Familie in Brüssel, wo sie als Schriftstellerin und Übersetzerin arbeitet. 2010 erschien ihr Roman Die Dienerin; er erzählt die Geschichte der ungefähr 15-jährigen Faten, die gezwungen ist, ihre Dorfschule zu verlassen, um Dienstmädchen in Beirut zu werden, aber entschlossen ist, ihrem Traum zu folgen und im Geheimen zu studieren, um Krankenschwester zu werden. Er wurde 2010 mit dem Preis für das beste Buch der Internationalen Buchmesse in Beirut ausgezeichnet. Mit dem Schriftsteller Samar Mahfouz Barrage entstand Ghadi and Rawan, ein Buch über einen Jungen in Belgien und seinen Freund aus Kindertagen im Libanon. 2017 legte sie Cappuccino vor; das Buch erzählt über die 17-jährigen Anas und Lina und ihre Familiengeheimnisse. Das Werk wurde mit dem Etisalat-Preis für arabische Kinderliteratur ausgezeichnet.
Fatima Sharafeddine erhielt zahlreiche Auszeichnungen, darunter 2007 den Preis für das beste Kinderbuch des Jahres vom Nationalkomitee für das Kinderbuch für Mountain Rooster, 2010 den IBBY-Lebanon und Beirut World Book Capital Award für My Skirt, 2011 den Anna Lindh Award für The Book of Laughter and Crying und 2012 den Preis der Arab Thought Foundation ARABI 21 für Grandpa’s Donkey.

## Publikationen (Auswahl)
- Arabic-English Picture Dictionary for the Very Young (Kalimat Publishing, 2009)
- Fi Medinati Harb (französischer Titel Chez Moi C’est La Guerre)
- Ghadi and Rawan (2013)
- Lisanak Hisanak (2016), Bologna Ragazzi Award („New Horizons“)
- Mimi in Paris (Bloomsbury, 2016)
- Cappuccino (2017)

## Übersetzungen ins Deutsche
- Fatima Sharafeddine und Vincent Hardy (Ill.): Nina und die Katze, Brunnen Verlag, Gießen 2009